# Parada de Sergio Cardell (TRAM Alicante)
Sergio Cardell es una parada del TRAM Metropolitano de Alicante donde prestan servicio las líneas 4 y 5. Está situada en el barrio de Albufereta.

## Localización y características
Se encuentra ubicada en la glorieta Deportista Sergio Cardell, en el centro de la plaza. En esta parada se detienen los tranvías de las líneas 4 y 5. Dispone de dos andenes, dos vías y dos grandes marquesinas, un proyecto del estudio Subarquitectura y obra galardonada en la IX Bienal Española de Arquitectura y Urbanismo del año 2007.

## Líneas y conexiones
| << Cabecera    | < Estación    | Línea | Estación > | Cabecera >>        |
| -------------- | ------------- | ----- | ---------- | ------------------ |
| Luceros        | Miriam Blasco |       | Tridente   | Plaza de La Coruña |
| Puerta del Mar | Miriam Blasco |       | Tridente   | Plaza de La Coruña |

Enlace con la línea de bus urbano TAM (Masatusa): Línea 9, Av. Óscar Esplá-Playa San Juan (Avda. Naciones).